# РК Златар
Рукометни клуб Златар је српски рукометни клуб из Нове Вароши. Тренутно се такмичи у Супер Б рукометној лиги Србије.

## Историја
Клуб је основан 1975. године. Од сезоне 2014/15. такмичи се у Супер Б рукометној лиги Србије.
Настанак РК "Златар" везује се за учешће омладинаца из Нове Вароши (из основне и средњих школа) на Санџачким (касније МОСИ) играма, почев од 1962. године. Екипу Нове Вароши на Санџачким играма сачињавли су средњошколци који су учили школе ван Нове Вароши. Пред Игре тренирало се на прашњавој ледини на месту где се данас налази Дом културе у Новој Вароши. Стативе су биле направљене од облица дрвета и без мрежа. Тако је почело, а наставак историјата следи као је наведено на сајту Спортског савеза Нове Вароши. 